# شينغو كونيدا
شينغو كونيدا (باليابانية: 国枝慎吾) مواليد 21 فبراير 1984 في طوكيو، هو لاعب ياباني في تنس الكراسي المتحركة سبق أن حقق المرتبة رقم.1 (7 ديسمبر 2015) في تصنيف رابطة محترفي كرة المضرب.

## الميداليات
| الميدالية | المسابقة                              |
| --------- | ------------------------------------- |
| ذهبية     | ألعاب بارالمبية صيفية 2004            |
| ذهبية     | دورة الألعاب البارالمبية الصيفية 2008 |
| ذهبية     | ألعاب بارالمبية صيفية 2012            |
| برونزية   | دورة الألعاب البارالمبية الصيفية 2008 |